# 馬賽公寓
馬賽公寓（法語：Unité d'Habitation，意为“居住单元”或“居住统一体”）是法國馬賽的一座由建築師勒·柯布西耶設計的现代主义建筑，是勒柯布西耶最著名的作品之一，受粗野主义建筑风格的启发。馬賽公寓高18層，共有337个房间，可以容納約1,600人。內有23種不同類型的房間。除了馬賽之外，勒·柯布西耶也在柏林等其他四地設計過類似的公寓。但無論在規模還是在都市計劃的意義上，其他公寓都無法和馬賽公寓相提並論。2016年，馬賽公寓入選世界遺產。
马赛公寓为钢筋混凝土结构，长165米，宽24米，高56米。地面层是敞开的柱墩，上面有17层，其中1～6层和9～17层是居住层。户型变化很多，从供单身者住的到有8个孩子的家庭住的都有，共23种。大楼按住户大小采用复式布局，各户有独用的小楼梯和两层高的起居室，每3层设一条公共走道，减省了交通面积。

## 外部連結
- Unite d'Habitation le Corbusier Marseille （页面存档备份，存于） 官方網站